# Parafia św. Jana Bosko w Wilnie
Parafia św. Jana Bosko w Wilnie – rzymskokatolicka parafia znajdująca się w Wilnie, na Leszczyniakach, w archidiecezji wileńskiej, w dekanacie wileńskim II. Parafię prowadzą salezjanie.
Kościoły i kaplice na terenie parafii:
- kościół św. Jana Bosko w Wilnie – kościół parafialny
- kaplica Zmartwychwstania w szpitalu uniwersyteckim

W kościele parafialnym msze święte odprawiane są w językach polskim i litewskim. W kaplicy szpitalnej wyłącznie w języku litewskim.

## Historia
Salezjanie przybyli do Wilna 15 sierpnia 1924 i posługiwali w kościołach Najświętszego Serca Pana Jezusa i św. Stefana. Prowadzili również szkołę. W 1941 szkoła została zamknięta przez Niemców. W ZSRS misja zaprzestała działalności.
Po upadku Związku Sowieckiego salezjanie wrócili do Wilna. 12 marca 1990 arcybiskup wileński Julian Stefanowicz erygował parafię św. Jana Bosko w Wilnie. W 1992 powierzono ją salezjanom. Początkowo nabożeństwa odprawiano w szkołach oraz na łące. W latach 1993–1995 zbudowano dom salezjański oraz kaplicę, którą poświęcił 31 stycznia 1996 arcybiskup wileński Audrys Bačkis.
W latach 1996–2000 wybudowano kościół. Konsekrowany 30 maja 2010.